# Pierwszy marsz kubański
Pierwszy Marsz Kubański (Lodowy) (ros. 1-й Кубанский (Ледяной) Поход) – operacja wojskowa białych oddziałów Armii Ochotniczej, przemieszczających się znad Donu na Kubań od lutego do maja 1918 r.

## Geneza
Po zwycięstwie rewolucji bolszewickiej w październiku 1917 r., rozpadła się armia rosyjska. Nad Donem, na ziemiach Kozaków dońskich, zaczęły formować się siły antybolszewickie białych. Od początku listopada tego roku w Nowoczerkasku gen. Michaił Aleksiejew (były głównodowodzący) zaczął tworzyć zręby tzw. Armii Ochotniczej. Pod koniec grudnia sztab ulokował się w Rostowie nad Donem, które w połowie grudnia Kozacy atamana Aleksieja Kaledina odbili z rąk miejscowych bolszewików. Formowanie sił kontrrewolucyjnych nad Donem zostało uznane przez bolszewicką Radę Komisarzy Ludowych za główne zagrożenie. Siły pod dowództwem Władimira Antonowa-Owsiejenki zostały skierowane na południe z poleceniem odbicia Rostowa i Nowoczerkaska oraz zabezpieczenia robotniczego Donbasu. Na miejscu, nad Donem, połączyły się z oddziałami Kozaków popierających rewolucję, pod dowództwem Fiodora Podtiołkowa i Michaiła Kriwoszłykowa. W tej sytuacji w połowie lutego upadek Rostowa i Nowoczerkaska stał się nieunikniony. Dowódcy sił białych, aby ratować świeżo utworzone oddziały przed całkowitym zniszczeniem, podjęli decyzję o wymarszu znad Donu.

## Armia Ochotnicza
Armia Ochotnicza pod dowództwem generałów Ławra Korniłowa i Michaiła Aleksiejewa na początku lutego 1918 r. znajdowała się jeszcze w stadium formowania. Liczyła wówczas 3683 ludzi:
- 276 oficerów sztabowych: 36 generałów, 190 pułkowników, 50 podpułkowników i starszyn;
- 2059 oficerów: 215 kapitanów, rotmistrzów i esaułów, 220 sztabskapitanów, sztabsrotmistrzów i podesaułów, 409 poruczników i sotników, 535 podporuczników, kornetów i chorążych, 668 podchorążych oraz 12 oficerów morskich;
- 1040 podoficerów i żołnierzy: 437 junkrów, kadetów i ochotników, 2 kadetów morskich, 364 podoficerów, 235 szeregowych żołnierzy (66 Czechów i Słowaków), 2 marynarzy;
- 272 członków korpusu medycznego: 21 lekarzy, 25 felczerów i sanitariuszy, 66 pomocników medycznych;
- 3 duchownych;
- 14 urzędników miejskich.;

Około 600 osób miało powyżej 40 lat. Przy wojskowym znajdował się też obóz dla ludności cywilnej.

## Marsz
W nocy z 21 na 22 lutego 1918 r. Armia Ochotnicza opuściła Rostów nad Donem i skierowała się na południe do Jekaterynodaru, aby połączyć się z białymi oddziałami Kozaków kubańskich. Korniłow i Aleksiejew mieli zamiar uczynić z Kubania bazę antybolszewickiego ruchu zbrojnego. Nastąpiła reorganizacja Armii Ochotniczej, która została podzielona na trzy pułki piechoty (Mieszany Pułk Oficerski, Korniłowski Pułk Uderzeniowy i Pułk Partyzancki). Ponadto w jej skład wchodził batalion junkierski, czechosłowacki batalion inżynieryjny, kompania techniczna, dwa dywizjony kawalerii i dywizjon artylerii (8-10 dział) oraz straż przyboczna Korniłowa. Marsz przebiegał przez stanice Chomutowską, Kagalnicką i Jegorłykską, część guberni stawropolskiej, linię kolejową Rostów nad Donem stanica Tichoriecka do stanicy Ust-Łabinska nad rzeką Kubań. Odbywał się w ciężkich warunkach atmosferycznych, po zamarzniętym stepie (stąd nazwa Lodowy). Po sforsowaniu rzeki oddziały białych znajdowały się stale w kontakcie bojowym z wojskami bolszewickimi. W tym czasie dowództwo Armii Ochotniczej dowiedziało się, że Jekaterynodar na początku marca został opuszczony przez Kozaków kubańskich, a następnie zajęty przez wojska bolszewickie. Fakt ten znacząco pogorszył położenie Armii Ochotniczej.
W połowie marca w stanicy Nowodmitrijewskiej Armia Ochotnicza połączyła się z wojskami Kozaków kubańskich, co zwiększyło liczebność do ok. 6 tys. ludzi. Armia została podzielona na trzy brygady. W skład 1 Brygady wchodził Pułk Oficerski, 1 Kubański Pułk Strzelecki, 1 kompania inżynieryjna oraz 1 i 4 baterie artylerii, w skład 2 Brygady Korniłowski Pułk Uderzeniowy, Pułk Partyzancki, kubański batalion płastuński (pieszy) oraz 2, 3 i 5 baterie artylerii, zaś w skład Brygady Konnej 1 pułk konny, kubański dywizjon (następnie pułk) konny, pułk czerkieski i konna bateria artylerii. Między 30, a 31 marca próbowano bezskutecznie zdobyć Jekaterynodar, broniony przez 20-tysięczne siły bolszewickiej Armii Południowo-Wschodniej. Straty białych wyniosły ok. 400 zabitych i ok. 1,5 tys. rannych. W wyniku nieprzyjacielskiego ostrzału artyleryjskiego 30 kwietnia zginął gen. Korniłow. Nowym dowódcą Armii Ochotniczej został gen. Anton Denikin. Wydał rozkaz odstąpienia spod miasta i zawrócenia na północ nad Don, gdzie w tym czasie rozpoczęło się antybolszewickie powstanie Kozaków dońskich. Wycofując się przez stanice Miedwiedowską i Diadkowską, uniknięto flankowych ataków bolszewików. Marsz zakończył się na początku maja w rejonie stanic Jegorłykska-Mieczetynska-Guliaj-Borysowska.

## Podsumowanie

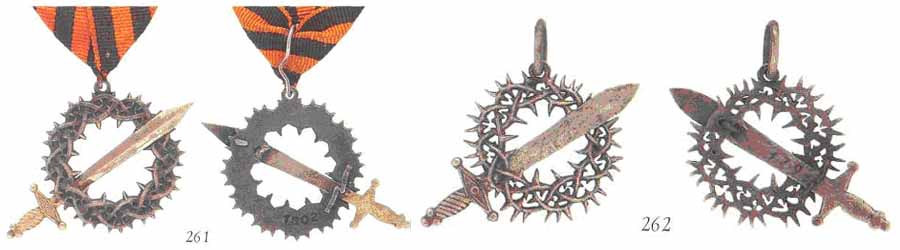
Odznaka wojskowa dla uczestników pierwszego marszu kubańskiego

W ciągu 80 dni, w tym 44 dni walk, Armia Ochotnicza przemaszerowała 1050 wiorst. Manewr operacyjny mający przenieść działania zbrojne przeciw bolszewikom na Kubań zakończył się całkowitą porażką. Sukcesem było natomiast uchronienie armii od zniszczenia i udany powrót nad Don. Uczestnicy marszu stali się później trzonem wojsk białych na południu Rosji. Spośród nich pochodzili najznakomitsi biali dowódcy tych wojsk (prawie wszyscy dowódcy pułków i batalionów oraz większość dowódców kompanii). Wielu z nich doszło do wysokich stopni wojskowych. Dla uczestników pierwszego marszu kubańskiego została ustanowiona rozkazem gen. Denikina specjalna odznaka wojskowa (Знак отличия Первого Кубанского похода).
Po 1920 r. na emigracji powstawały w różnych krajach stowarzyszenia byłych uczestników marszu.
Marsz Kubański pojawił się w słynnej 4-tomowej epopei Michaiła Szołochowa Cichy Don.